# La Peña
La Peña là một khu tự quản thuộc tỉnh Cundinamarca, Colombia. Thủ phủ của khu tự quản La Peña đóng tại La Peña Khu tự quản La Peña có diện tích ki lô mét vuông. Đến thời điểm ngày 28 tháng 5 năm 2005, khu tự quản La Peña có dân số 6492 người.